# Hustle (televisieserie)
Hustle is een Britse komedie-drama televisieserie gemaakt door Kudos voor BBC One in Groot-Brittannië. Tony Jordan en Bharat Narulli hebben deze serie samen in het leven geroepen naar het oorspronkelijke idee van Narulli. Jordan heeft bovendien een groot aantal scripts geschreven. In Nederland is de serie uitgezonden door BNN en in België door Canvas.
De serie Hustle speelt in Londen, met uitstapjes naar Las Vegas en Los Angeles, en volgt een groep van 5 meesteroplichters die overeenkomstig een gedragscode hun slachtoffers probeert te duperen. Hun "stijlvolle" zwendelaarspraktijken zijn gebaseerd op de gouden regel: Een eerlijk man kun je niet bedriegen ("You can't cheat an honest man"). Zo'n rechtschapen persoon wil immers niet "iets voor niets".

## Verhaal
Mickey Bricks is een legende binnen de wereld van de oplichters. Hoewel hij net twee jaar in de gevangenis heeft doorgebracht is hij nooit gepakt voor zijn oplichtertrucs. Net ontslagen uit zijn detentie zoekt hij weer contact met zijn oude bende, Albert Stroller, Stacey Monroe en Ash “Three Socks” Morgan. Albert is de oudste van de bende. Met zijn gedistingeerde uiterlijk is hij bij uitstek geschikt voor het binnenhalen van mensen die opgelicht kunnen worden. Hij wordt daarbij geholpen door de sexy Stacey die ook het financiële genie van de ploeg is. Ash ten slotte is de ‘Fixer’, de man die documenten vervalst, locaties zoekt en aankleedt en verder alles kan regelen wat nodig is. Het team wordt nog versterkt door de jonge en nog wat onervaren Danny Blue. Mickey wil graag weer de zogenaamde ‘long con’ terugbrengen. Long cons zijn oplichtertrucs die het grote geld moeten opbrengen. Al snel heeft het team de smaak weer te pakken en gaat men aan de gang om hun doelwitten leeg te schudden. Het team richt zich daarbij graag op doelwitten met onaangename karakters die bij wijze van spreken over lijken gaan. De meeste zaakjes weet het team succesvol af te sluiten, mede dankzij de hersens van Mickey die nog al eens een Plan B moet uitdenken als de truc op het laatste moment mislukt. Ook mislukt er weleens een oplichtertruc en in één aflevering wordt het team misbruikt door een doelwit dat het ‘Hustleteam’ doorheeft.
Het verzamelpunt van de groep is de bar van Eddie, die steevast pas achteraf doorheeft hoe hij bij de neus genomen is door zijn vrienden, die hem voor hun karretjes spannen en nooit de rekening betalen. Maar ze blijven hem trouw en bij problemen helpen ze hem door dik en dun.

## Achtergrond
De serie kent een origineel format. Binnen het verhaal is altijd ruimte voor knipoogjes naar het publiek. Hiervoor wordt regelmatig de beruchte ‘vierde muur’ doorbroken. Normaliter ‘negeert’ een acteur het gedeelte van het toneel waar het publiek is of de camera, maar in Hustle wordt door de acteur met regelmaat in de camera gekeken, meestal met een blik van verstandhouding naar de kijker. Ook wordt regelmatig de actie bevroren en bewegen de leden van het team door de scène om iets uit te leggen aan de kijker. Daarnaast zijn er uitstapjes naar bijvoorbeeld de wereld van de musical, de oude Hollywoodfilm of Bollywood. Deze intermezzo’s hebben wel met het verhaal te maken en dienen als illustratie en afwisseling.
Inspiratie voor de scripts komt van oude oplichtertrucs (cons). Hierbij leunt de serie nog al eens op films als “The Sting”, “Ocean’s eleven” en “Catch me if you can”. In de eerste aflevering bijvoorbeeld vraagt Mickey spottend aan nieuwkomer Danny of hij The Sting heeft gezien en introduceert hem vervolgens als mr. Redford (Robert Redford speelde de hoofdrol in The Sting). In de slotaflevering van de eerste serie, The last gamble, wordt de grote oplichtertruc uit The Sting, bekend als The wire ook opgevoerd. Eigenlijk is de hele aflevering vrijwel een uittreksel van The Sting. De schrijvers erkenden overigens die inspiratie. Zo schreven ze de aflevering Cops and robbers uit de eerste serie toen Ocean’s eleven uitkwam. In die aflevering wordt ook gewerkt met tv-schermen die reeds opgenomen beelden laten zien. Ruime aandacht is er ook voor het persoonlijke leven van de bendeleden. Meestal wordt een van hen bedreigd door een corrupte politieman of gewetenloze gangster, waarna men het bedreigde bendelid gaat wreken. Als de ex-vrouw van Ash ernstig ziek wordt, doneert het team spontaan de opbrengst van de meeste recente 'con'. In de tweede serie wordt de ex-man van Stacey te grazen genomen, omdat hij haar ooit heeft opgelicht.

## Productie
De eerste drie series werden opgenomen met de bovengenoemde groep. In de vierde serie verdween Mickey Bricks, volgens het verhaal om in Australië het Sidney Opera House te verkopen. In werkelijkheid was acteur Adrian Lester die de rol van Mickey speelt, Hustle een beetje zat. Hij vond de scripts te licht en wilde nieuwe wegen inslaan. Hij werd vervangen door Billy Bond (Ashley Waters). Danny Blue (Marc Warren) nam de rol van leider van de bende over. De serie was nogal succesvol in de VS en om die reden zijn er wat uitstapjes naar Las Vegas en Los Angeles. Aan het einde van de vierde serie was niet duidelijk of de BBC nog verder wilde gaan. Het zou achttien maanden duren voordat de knoop werd doorgehakt en serie 5 werd gemaakt. De lange periode tussen serie 4 en 5 zorgde ervoor dat acteurs Marc Warren en Jaime Murray (Stacey) niet beschikbaar waren voor serie 5, ze hadden inmiddels andere verplichtingen. In serie 5 zijn Danny Blue en Stacey volgens het verhaal in de VS gebleven en is Mickey teruggekeerd uit Australië. Ook Billy Bond heeft het veld geruimd (hiervoor wordt geen verklaring gegeven). Danny en Stacey zijn vervangen door Sean en Emma Kennedy (vertolkt door Matt Di Angelo en Kelly Adams). Deze broer en zus runnen hun eigen zwendelpraktijk en proberen Mickey en Ash op te lichten. Dit blijkt later een truc van Albert om een nieuwe bende op te richten. De nieuwe gevormde bende is vervolgens klaar voor nieuwe afleveringen van Hustle.

## DVD
Alle acht seizoenen zijn door de BBC uitgebracht op DVD. In Nederland bracht EIC de eerste zes seizoenen met Nederlandse ondertitels uit.

## Spin-off
Deze serie Hustle heeft zijn eigen spin-off(reality)serie: Real Hustle.

## Rolverdeling

### Hoofdpersonages
| Personage                     | Acteur           | Jaar                 | Seizoen                               | Aantal afleveringen |
| ----------------------------- | ---------------- | -------------------- | ------------------------------------- | ------------------- |
| Michael "Mickey Bricks" Stone | Adrian Lester    | 2004–2006, 2009–2012 | 1–3, 5–8                              | 42                  |
| Ash "Three Socks" Morgan      | Robert Glenister | 2004–2012            | 1–8                                   | 48                  |
| Albert Stroller               | Robert Vaughn    | 2004–2012            | 1–8                                   | 47                  |
| Eddie                         | Rob Jarvis       | 2004–2012            | 1-8                                   | 46                  |
| Sean Kennedy                  | Matt Di Angelo   | 2009–2012            | 5–8                                   | 24                  |
| Emma Kennedy                  | Kelly Adams      | 2009–2012            | 5–8                                   | 24                  |
| Stacie Monroe                 | Jaime Murray     | 2004–2007, 2012      | 1–4, 8 (Alleen de laatste aflevering) | 25                  |
| Danny Blue                    | Marc Warren      | 2004–2007, 2012      | 1–4, 8 (Alleen de laatste aflevering) | 25                  |
| Billy Bond                    | Ashley Walters   | 2007                 | 4                                     | 5                   |